# Chōshi
Chōshi (japanisch 銚子市, -shi) ist eine Stadt in der Präfektur Chiba auf Honshū, der Hauptinsel von Japan.

## Geographie
Die Stadt liegt östlich von Tokio auf der Bōsō-Halbinsel am Pazifischen Ozean.
Der Fluss Tone fließt durch die Stadt von Nordwesten nach Nordosten.

## Übersicht
Chōshi ist ein Fischerort mit den größten Fängen in der Präfektur von Sardinen, Bonito und Thunfisch. Am Ort befinden sich Fabriken für die Weiterverarbeitung der Fänge. Produktion von Sojasoße ist ein weiterer Erwerbszweig.
Die Stadt Chōshi entstand am 11. Februar 1933 aus dem Zusammenschluss der Gemeinden Chōshi (銚子町, -machi), Motochōshi (本銚子町, -machi) und Nishichōshi (西銚子町, -machi), sowie dem Dorf Toyoura (豊浦村, -mura) im Landkreis Kaijō.
Die Naturkatastrophe des Tōhoku-Erdbebens am 11. März 2011 mit dem nachfolgenden Tsunami forderte in Chōshi keine Toten, doch wurden 25 Wohngebäude völlig und 137 weitere teilweise zerstört.

## Sehenswürdigkeiten
- Empuku-ji
- Leuchtturm Inubōsaki (犬吠埼灯台, Inubōsaki tōdai)

## Wirtschaft
- Yamasa

Die Stadt ist berühmt für Sojasoße (Shoyu).

## Verkehr
- Straße:
  - Nationalstraßen 124, 126, 356
- Zug:
  - JR Sōbu-Hauptlinie nach Tokio
  - JR Narita-Linie
  - Linie der Chōshi-Bahn (verkehrt nur innerstädtisch)

## Städtepartnerschaften
- Coos Bay (USA), seit 10. Februar 1983
- Legazpi City (Philippinen), seit 27. Juni 1985

## Söhne und Töchter der Stadt
- Hideyuki Kikuchi (* 1949), Schriftsteller
- Naruyoshi Kikuchi (* 1963), Musiker
- Doppo Kunikida (1871–1908), Schriftsteller
- Ryūta Miyauchi (* 1994), Fußballspieler
- Eiji Okada (1920–1995), Schauspieler

## Angrenzende Städte und Gemeinden

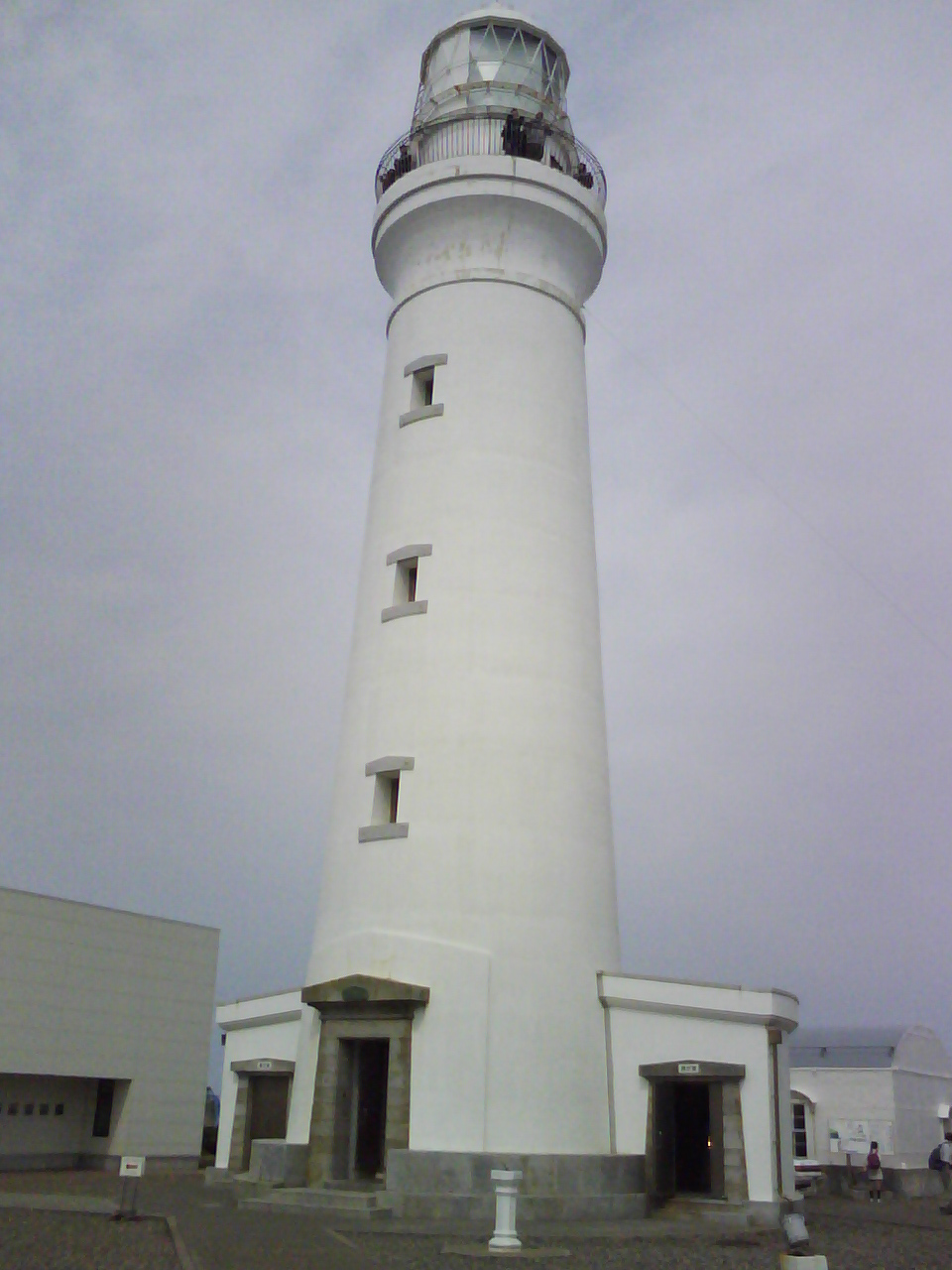
Inubōzaki-Leuchtturm

- Präfektur Chiba
  - Asahi
  - Tōnoshō
- Präfektur Ibaraki
  - Kamisu